# Xanthocalanus fallax
Xanthocalanus fallax är en kräftdjursart som beskrevs av Georg Ossian Sars 1903. Xanthocalanus fallax ingår i släktet Xanthocalanus och familjen Phaennidae. Arten har ej påträffats i Sverige. Inga underarter finns listade i Catalogue of Life.